# Супербоул 50
Супербоул 50 (англ. Super Bowl 50) —  50 матч Национальной Футбольной Конференции (НФК) против Американской Футбольной Конференции (АФК). Решающий матч сезона НФЛ. В матче играли Каролина Пэнтерс от НФК и Денвер Бронкос от АФК. Матч прошел 7 февраля 2016 в Калифорнии. В присутствии 71 088 человек, Денвер одержал победу со счётом 24:10. В отличие от остальных Супербоулов этот обозначен не римской цифрой, а арабскими в честь 50-летия Супербоулов.

## Трансляция
В США игру транслировал CBS из-за ежегодной смены трёх главных американских телеканалов, которые транслируют НФЛ. Средняя аудитория игры составила 111,9 миллионов человек. ESPN транслировала игру на испанском языке.

## Ход матча
ПЕРВАЯ ПОЛОВИНА
За 10 минут до конца первой четверти Денвер повел филд голом. Вскоре Денвер спровоцировал фамбл. Мяч упал в чужой зоне, «Бронкос» подобрали его для тачдаун и лидерства 10-0. Во второй четверти матча Каролина оформляет 1-ярдовый тачдаун, однако в середине четверти Денвер забивает филд гол, продолжая лидировать 13-7. С таким счетом команды ушли на перерыв.
ВТОРАЯ ПОЛОВИНА
33-ярдовый филд гол, в середине третьей четверти, дал Денверу серьёзное преимущество 16-7. Каролина смогла сократить разницу в счете с помощью филд гола. Но за три минуты до конца четвёртой четверти Денвер делает тачдаун, а двух очковая конверсия не оставляет шансов Каролине. Лучшим игроком был признан Фон Миллер из Денвера.
ОКОНЧАТЕЛЬНАЯ СТАТИСТИКА
Супербоул 50: Каролина Пантерс (10) против Денвера Бронкоса (24)
|               | 1  | 2 | 3 | 4 | ФИНАЛ |
| ------------- | -- | - | - | - | ----- |
| Пантеры (НФК) | 0  | 7 | 0 | 3 | 10    |
| Бронкос (АФК) | 10 | 3 | 3 | 8 | 24    |

на стадионе Ливайс в Санта-Кларе, штат Калифорния
- Дата : 7 февраля 2016 года
- Время игры : 15:39 PST
- Погода в игре : солнечно, 24 ° C (76 ° F)
- Посещаемость игры : 71,088

ОЧКОВАЯ СТАТИСТИКА МАТЧА. DEN-Денвер, CAR-Каролина
■ Первая четверть:
⊙ DEN-10:43-34-ярдовый филд гол, Денвер повел 3:0
⊙ DEN-6:27-игрок подбирает мяч в чужой зоне, для тачдауна+экстрапоинта, после фамбла, Денвер ведет 10:0
■ Вторая четверть:
⊙ CAR-11:25-1-ярдовый тачдаун+экстрапоинт, Каролина сократила 7:10
⊙ DEN-6:58-33-ярдовый филд гол, Денвер ведет 13:7
■ Третья четверть:
⊙ DEN-8:18-30-ярдовый филд гол, Денвер ведет 16:7
■ Четвёртая четверть:
⊙ CAR-10:21-39-ярдовый филд гол, Денвер ведет 16:10
⊙DEN-3:08-2-ярдовый тачдаун+ двух очковая конверсия, Денвер ведет 24:10